# Stade Alfredo-Giraud
Le stade Alfredo-Giraud (en italien : Stadio Alfredo Giraud) est un stade de football italien situé dans la ville de Torre Annunziata, en Campanie.
Le stade, doté de 10 750 places et inauguré en 1962, sert d'enceinte à domicile à l'équipe de football de l'Associazione Sportiva Dilettantistica Unione Sportiva Savoia 1908.
Il porte le nom d'Alfredo Giraud, ancien vice-président du club de l'US Savoia et père des footballeurs du club Raffaele, Michele et Giovanni Giraud.

## Histoire
Le premier projet de construction d'un nouveau stade à Torre Annunziata remonte au début des années 1950, où le projet prévoyait la construction d'une structure semi-ovale avec deux tribunes découvertes reliées par un virage.
Les travaux du stade débutent en 1956 pour s'achever six ans plus tard. Lors de son inauguration le 25 janvier 1962, seul le secteur invité est prêt à accueillir des spectateurs, ainsi qu'un bâtiment avec services pour le terrain et les vestiaires.
Il est rénové en 1999 pour la somme de 7 milliards de lires. La réinauguration a lieu le 15 août 1999 avec un match de Coupe d'Italie entre l'US Savoia et la Sampdoria.
A l'automne 2009, en raison du manque d'entretien et de travaux manquants non réalisés, une nouvelle rénovation s'avère nécessaire, achevée dans les derniers jours d'août 2010 pour un coût d'environ 700 000 €.

## Galerie

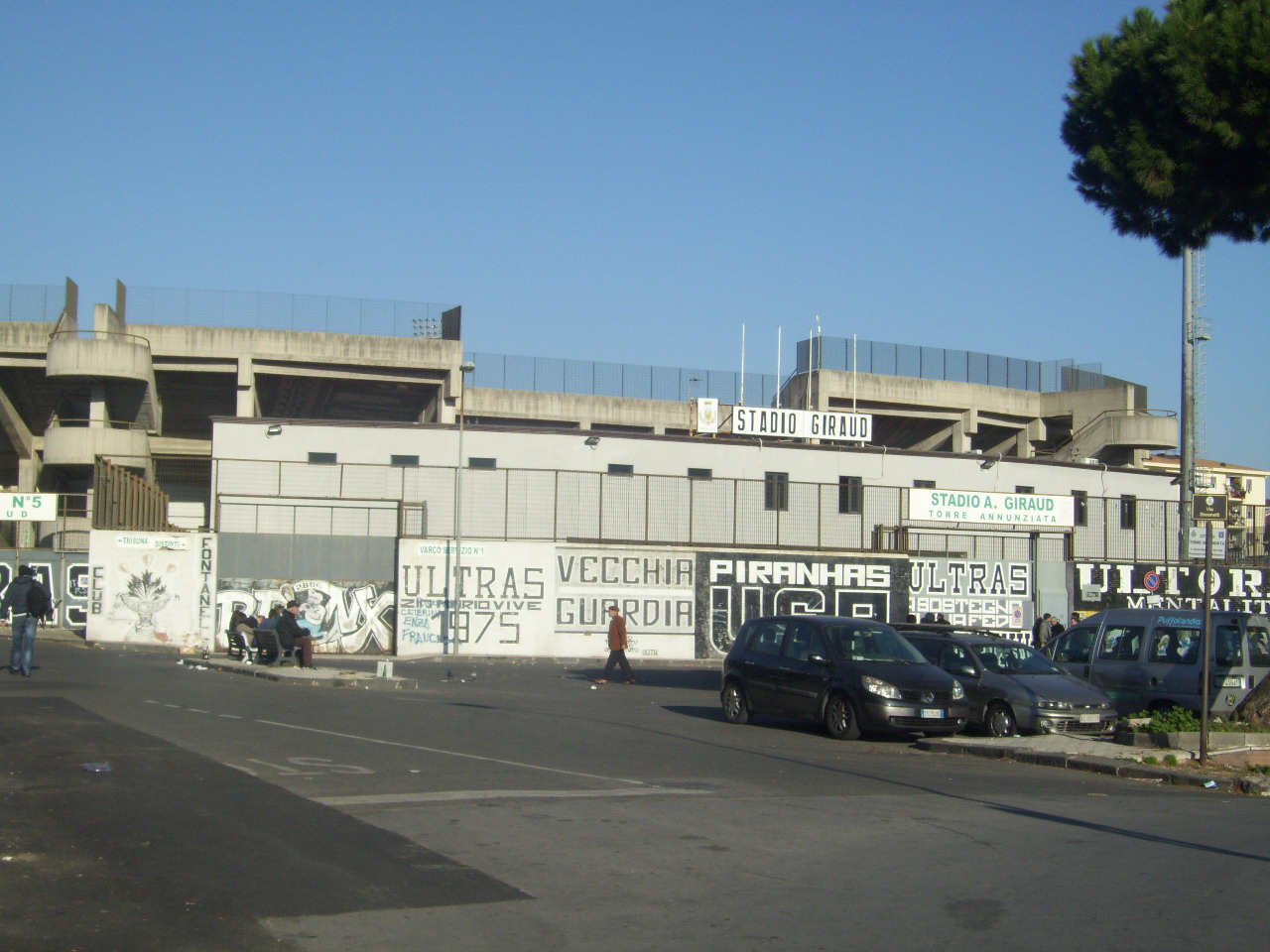
Extérieur du stade